# Falkensteiner Höhle
Die Falkensteiner Höhle liegt auf der Schwäbischen Alb zwischen Grabenstetten und Bad Urach in Baden-Württemberg. Sie ist eine aktive Wasserhöhle, das heißt die Niederschläge sickern durch den Karst der Albhochfläche, sammeln sich in wasserführenden Spalten und Gängen und gelangen durch die Höhle ins Freie. Die Wasser der Höhle bilden die Quelle der Elsach. Seit 2019 ist sie als bedeutendes Geotop und Geopoint des UNESCO Geoparks Schwäbische Alb ausgezeichnet.
Die Falkensteiner Höhle ist keine Schauhöhle, sondern eine Naturhöhle oder wilde Höhle, deren Befahrung nur auf Antrag zugelassen wird und nicht ungefährlich ist.

## Höhlenaufbau

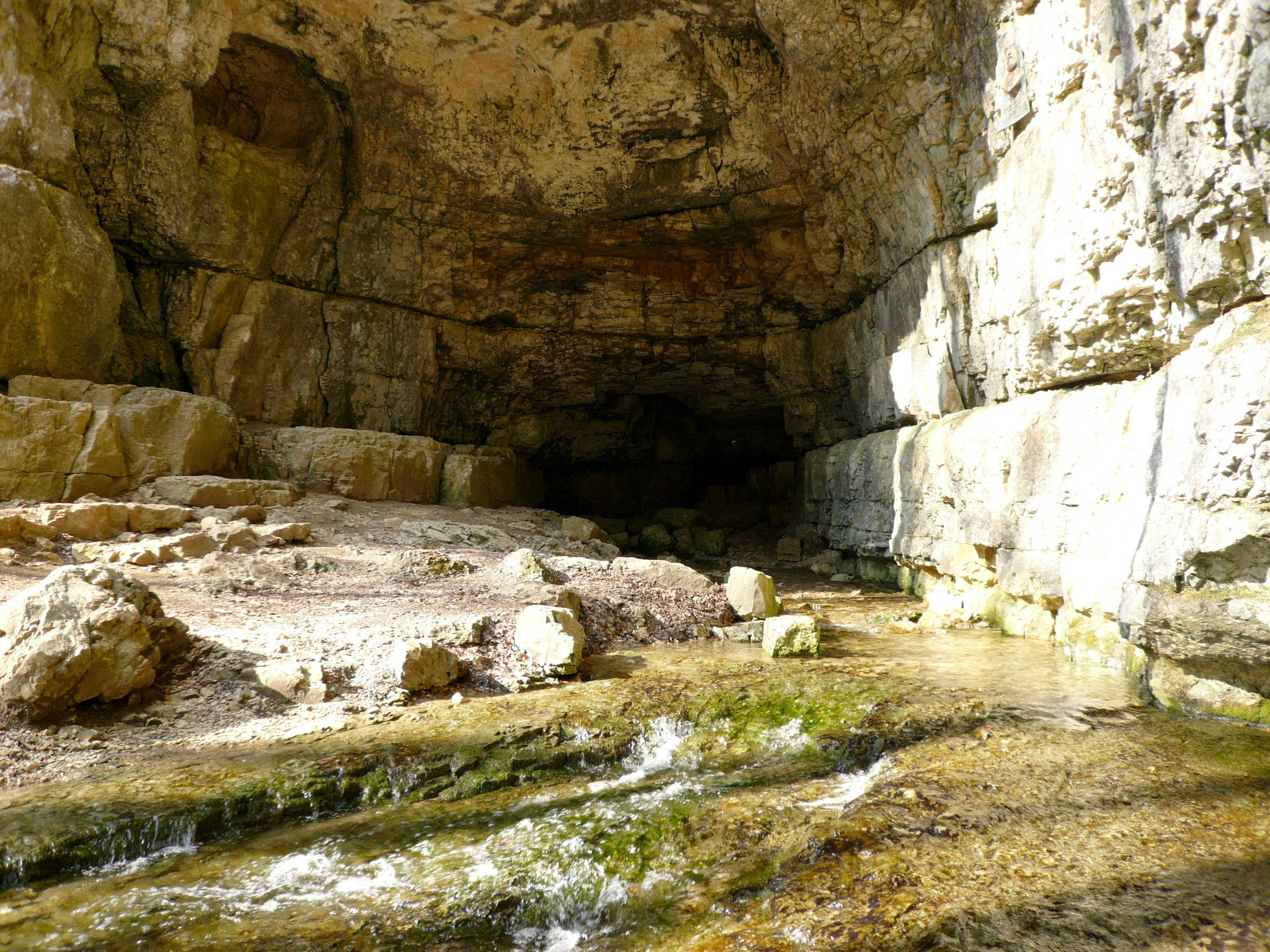
Wasseraustritt am Höhleneingang (nur bei hohem Wasserstand, z. B. nach starken Regenfällen)

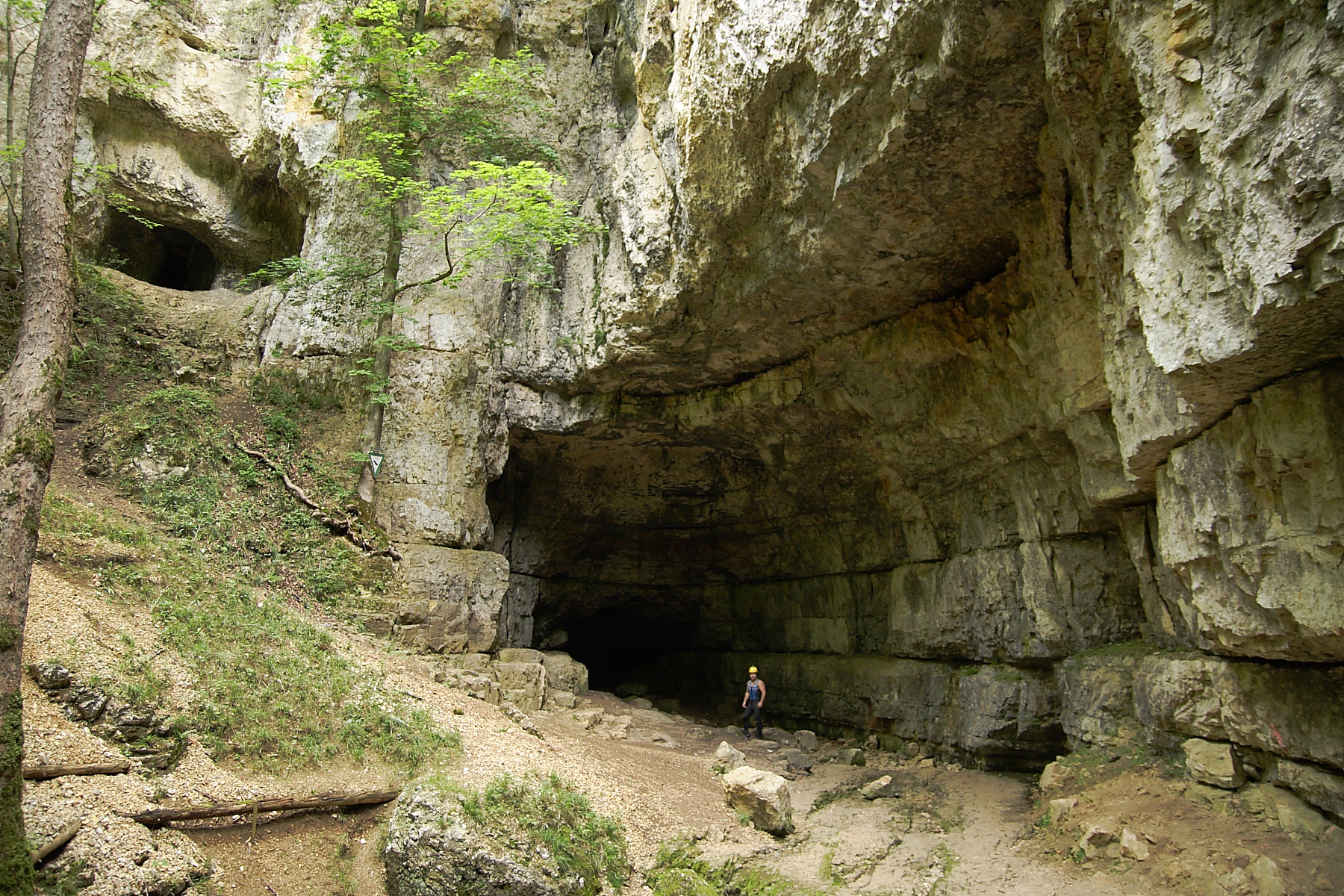
Sehr großes, trockenes Höhlenportal, ca. 15 m hoch. Maßstab: Höhlenfahrer in leichter Montur

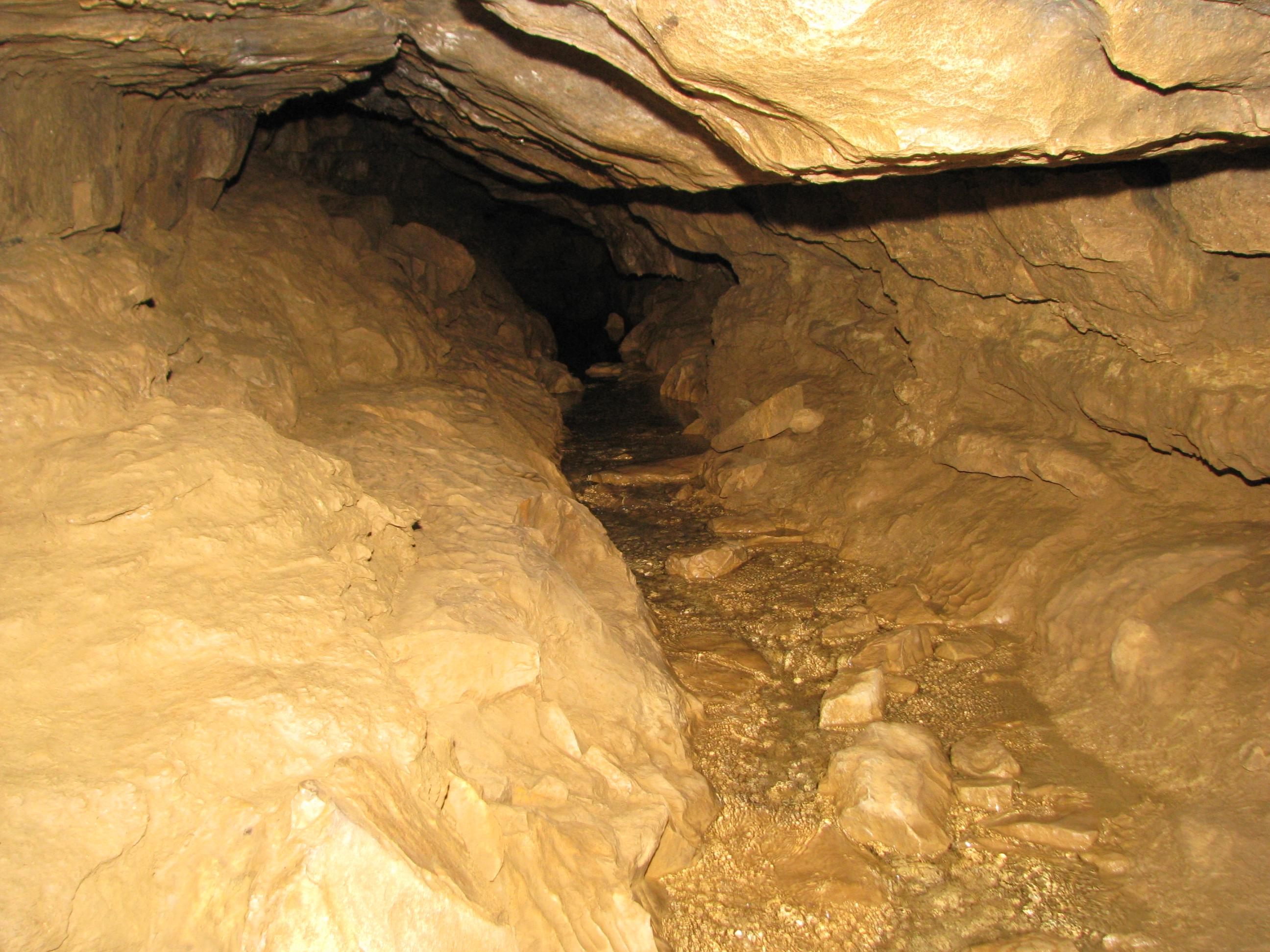
Vorderer Bereich der Falkensteiner Höhle mit dem Höhlenbach

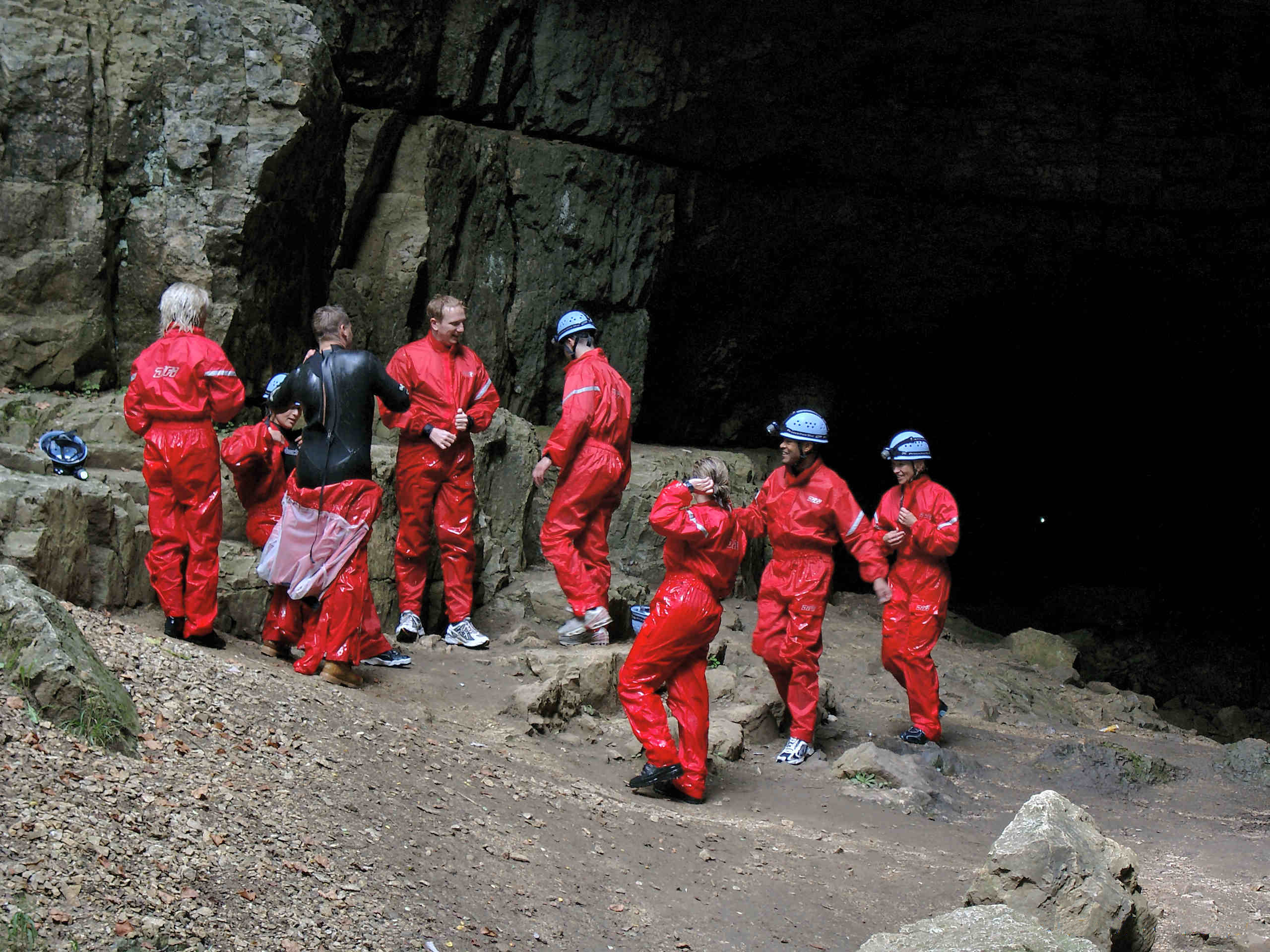
Besuchergruppe in angemessener Bekleidung nach erfolgreicher Befahrung

Die gut dokumentierte und vermessene Höhle ist eine „Schichtfugen-Wasserhöhle“. Die letzten 20 Höhlenmeter vor dem Eingangsportal sind allerdings inzwischen meistens trocken, sodass der Wasserhöhlen-Charakter von außen nur noch selten erkennbar ist.

### Vom Eingang bis zum ersten Siphon
Lediglich die ersten 20 m können bei anhaltend trockenem Wetter mit Helm und zwei Taschenlampen befahren werden, da das normale Wasseraufkommen an einem Sickerloch die Höhle vollständig verlässt, um wenig unterhalb der Höhle in verschiedenen Quellen, die die Elsach oberirdisch speisen, wieder auszutreten. Noch vor wenigen Jahren konnte die Höhle bis zum Regentörle, etwa 150 m nach dem Eingang, so befahren werden. Die dortigen Schlucklöcher wurden jedoch von Vandalen verstopft.
Das weitere Vordringen wird durch teilweise brusttiefes Wasser erschwert und zwingt zu Kälteschutzmaßnahmen (Taucheranzug). Man könnte zwar versuchen, die tiefsten Stellen zu überklettern, aber ein plötzliches Ausrutschen an den glitschigen Wänden mit nachfolgendem Sturz in das sieben Grad kalte Wasser könnte bei schwächer konstituierten Personen zu einem Kreislaufkollaps führen.
Bei längeren Begehungen ist ein Taucheranzug erforderlich, die Lichtversorgung muss wasserdicht sein sowie über einen langen Zeitraum funktionieren, zudem sollte Ersatzbeleuchtung mitgeführt werden. Dermaßen ausgerüstet kann man bei normalem Wasserstand circa 480 m in die Höhle bis zum ersten Siphon eindringen.

### Vom ersten bis zum zweiten Siphon
Großräumig setzt sich der Gang hinter dem ersten Siphon fort, und nach wenigen Metern steht man vor einem mächtigen Versturz, welcher den Boden der „Reutlinger Halle“ bildet. Hier muss man einige Meter nach oben klettern, die Halle durchqueren und dann wieder zum Bachbett absteigen. In den sechziger Jahren erleichterten Eisenleitern den Auf- und Abstieg, jedoch setzte der Rost im Laufe der Jahre den Leitern so stark zu, dass sie ein Sicherheitsrisiko darstellten und entfernt wurden.
Hinter der „Reutlinger Halle“ beginnt einer der schönsten Höhlenteile, die „Wasserfallstrecke“. Durchweg großräumig zieht der Gang weiter in den Berg. Vorbei an Sinterkaskaden und über kleine Wasserfallstufen erreicht man nach etwa einem halben Kilometer erneut eine Versturzzone, deren Blöcke von einer schmierseifen-ähnlichen, glitschigen und teilweise meterdicken Lehmschicht überzogen sind (daher der Name: „Lehmwände“) und das Vorankommen erschweren. Kurz vor den „Lehmwänden“ trifft man auf das „Krokodil“, ein von der Decke gestürzter meterlanger Tropfstein und Wahrzeichen am Ende der „Wasserfallstrecke“; das „Krokodil“ wurde vor wenigen Jahren mutwillig in zwei Teile zerbrochen.
Am Ende der durchweg trockenen Lehmstrecke gelangt man in eine größere Versturzhalle, an deren Rand ein sehr enger Durchschlupf („Fuchsbau“) wieder zum Bachbett hinunterführt. Hier ist man etwa 1200 m vom Eingang entfernt, und der folgende Gang weist jetzt ein kastenförmiges Profil auf: Kurze trockene Teile wechseln ab mit Strecken, in denen man im knie- oder hüfttiefen Wasser waten muss.
Kurz nach Beginn dieses Höhlenteils ist das „Waschbrett“ zu passieren, eine breite, aber niedrige Spalte nur wenige Zentimeter über dem Bachniveau. Bei erhöhtem Wasserstand staut sich hier ein mehrere Meter langer Siphon. Nach knapp einem weiteren Kilometer folgt eine weitere Versturzzone, und wenn man sich zwischen den Blöcken hindurchgezwängt hat, stößt man schließlich auf die „Bänischhalle“ mit dem zweiten oder „Großen Siphon“.
Dieser ist ein echter Siphon, das heißt, es gibt keine Luftspalte zum Atemholen.

### Vom zweiten Siphon bis zur Hohen Kluft
Direkt hinter dem zweiten Siphon folgt ein dritter („Schiefer Siphon“) und in der anschließenden Strecke existiert je nach Wasserstand zwischen Höhlendecke und Wasseroberfläche nur ein Luftspalt von wenigen Zentimetern. Sinnigerweise nennt sich dieser Teil „Letzte Ölung“. Der Gang wird dann wieder größer und vorbei an Tropfsteinsäulen, Sinterkaskaden und schneeweißen Stalaktiten erreicht man nach weiteren 600 Metern den „Eiseleversturz“, einen relativ jungen Deckenbruch, der den Gang vollständig blockierte und bis Silvester 1977 das Höhlenende gebildet hat, 2750 Meter vom Eingang entfernt.
Die nach dem Eiseleversturz beginnende „Riffstrecke“ ist der schönste Teil der Höhle. Weder ein weiterer Versturz noch sonst ein größeres Hindernis erschweren das Fortkommen bis zur „Hohen Kluft“, an deren Fuße die Höhle in einen weiteren und langen Siphon („Tiefer Siphon“) abtaucht.

## Befahren der Höhle

### Entdeckungsgeschichte
- Anfang des 18. bis Beginn des 19. Jahrhunderts: Goldgräber suchten vergeblich nach Gold, nachdem „Bergrat Riedel“, später Johann Jacob Rehfuß und Anton Wunsch Gutgläubigen eine Art Goldgräberlizenz verkauften.
- 1776: Selbstmord eines Goldsuchers in der Höhle. Der Mann wurde in der Höhle bestattet.
- 1871 bis 1874: Erste Untersuchungen und Vermessung durch den Architekturstudenten Kolb und andere Höhlenforscher bis zum ersten Siphon (400 m).
- 1953: Klaus Böhm durchtauchte als erster den ersten Siphon (400 m). Die ArGe Höhlenforschung Reutlingen erforschte die Höhle bis zum Fuchsloch bei 1200 m.
- 1959: Hans Matz und Martin Kolb durchtauchten als erste den zweiten und dritten Siphon (2200 m) und erforschten die Höhle bis zum Eiseleversturz bei 2700 m.
- 1977: Jürgen Zerweck und Manfred Bartsch stießen durch den Eiseleversturz und drangen bis zum vierten Siphon bei 3400 m vor.
- 1980: Jochen Hasenmayer erreichte den 26. Siphon bei 5000 m.
- 1997–1999: Vermessung bis an den 8. Siphon bei 3987 m durch Andreas Kücha.
- 2018: Entdeckung eines über 200 Meter langen Seitengangs durch Mitglieder der Arge Grabenstetten.[3]

### Höhlenbefahrung heute
Seit dem 6. April 2018 ist das Befahren und Begehen der Höhle über die erste Verengung hinaus grundsätzlich verboten. Ausnahmen werden auf Antrag zugelassen, wenn nachgewiesen werden kann, dass eine Versicherung besteht, die etwaige erforderliche Bergungs- oder Rettungskosten übernimmt.
Mit guter Ausrüstung (Neoprenanzug, Neoprensocken, Overall oder Schlaz, Helm, Stirnlampe, wasserdichte Rucksäcke mit Notverpflegung) kann ein erfahrener Höhlengänger heutzutage in etwa fünf Stunden bis zum vierten Siphon (3400 m vom Höhleneingang) vordringen. Um den fünften Siphon zu überwinden, ist eine Tauchausrüstung (Drucklufttauchgerät) notwendig. Das weiteste Vordringen gelang Jochen Hasenmayer 1980, als er den 26. Siphon (5000 m vom Höhleneingang) erreichte.

### Gefahren
Die große Gefahr dieser aktiven Wasserhöhle ist der Anstieg des Wasserspiegels. Nach starken Regenfällen oder bei Tauwetter schließt sich der erste Siphon und kann nicht mehr sicher ohne Tauchausrüstung befahren werden, der Rückweg ist dann über mehrere Meter wasserüberflutet. Bei sehr starkem Regen kommt es sogar am Eingang „Demutschluf“ zu einer weiteren Siphonbildung. Der bei niedrigem Wasserstand sehr weit geöffnete „Demutschluf“ kann dann nicht mehr ohne Tauchausrüstung überwunden werden. So hat es schon wiederholt Hochwassereinschlüsse gegeben. Der breiten Öffentlichkeit bekannt wurde ein Einschluss 1964, als vier Studenten erst nach 66 Stunden durch Höhlentaucher gerettet werden konnten.
Auch wenn die Höhle genügend Stellen besitzt, an denen man sich bei Hochwasser aufhalten kann, sind derartige Einschlüsse keineswegs harmlos. Physische Gefahren sind Kälte, Hunger und Durst. Psychische Probleme kommen hinzu, insbesondere bei mangelnder Ausrüstung und damit verbundenem Verlust der Lichtquelle. Geraten die Eingeschlossenen in Panik, sind auch Todesfälle möglich. Ein typischer Unfall geschah am 1. Juni 2003, als vier unzureichend ausgerüstete Studenten nach einem Gewitter mit Starkregen aus der Reutlinger Halle hinter dem ersten Siphon befreit wurden. Die jungen Leute waren durch erfahrene Höhlengeher informiert worden, ignorierten aber alle Warnungen.
In den Jahren 2015 und 2019 gab es weitere Rettungseinsätze. Im Juli 2019 wurde ein Höhlen-Guide mit einem Kunden aufgrund der durch die vorausgegangenen starken Regenfälle stark ansteigenden Wassermassen eingeschlossen. Beide waren für die nicht überraschend eingetretene Wetterlage nur unzureichend ausgerüstet. Die Retter tauchten durch die überflutete Engstelle zu den in der Reutlinger Halle eingeschlossenen Höhlengehern.

## In Literatur und Kunst

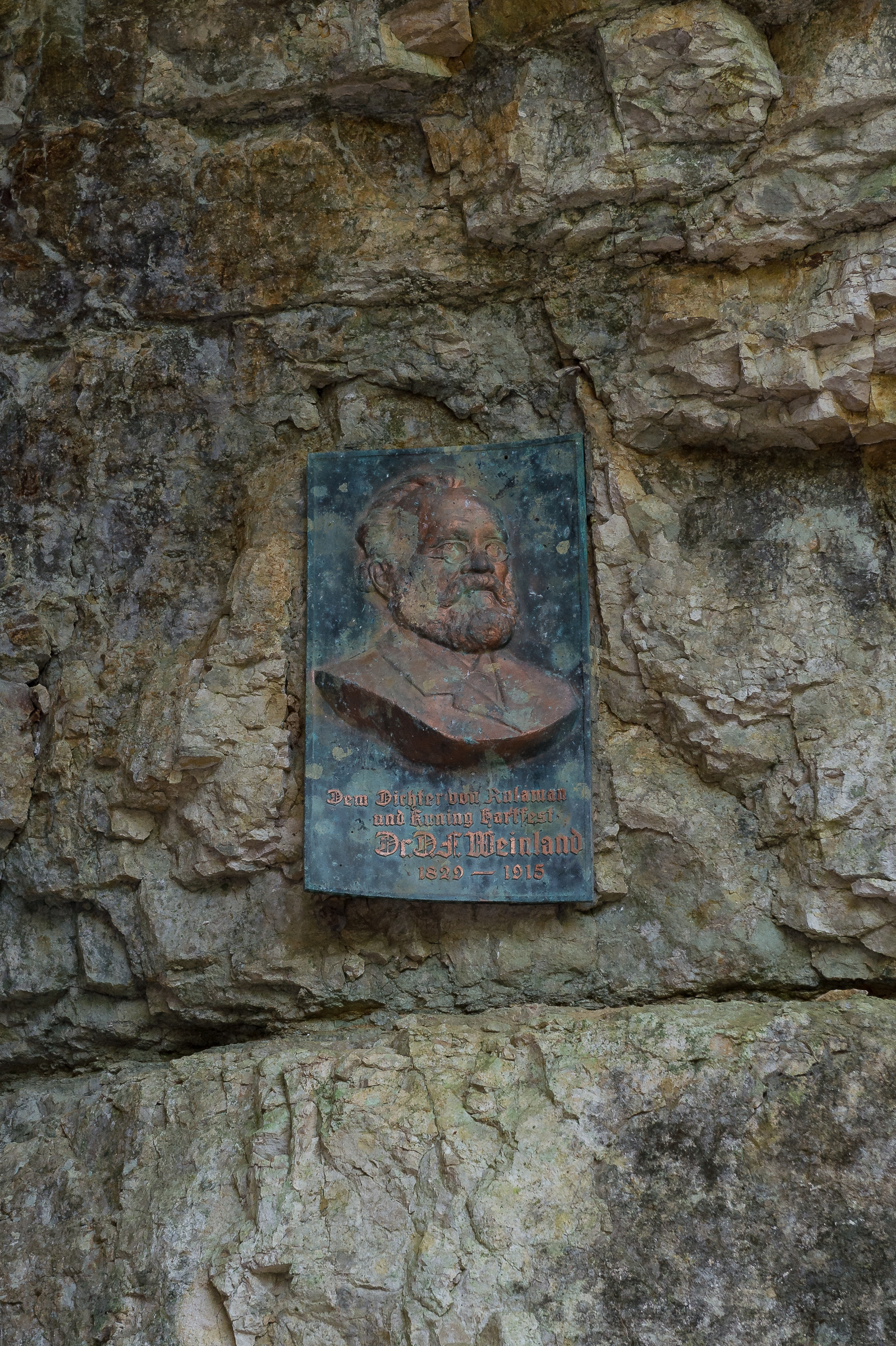
Gedenktafel für David Friedrich Weinland nahe beim Höhleneingang

- Im Roman Rulaman von Christoph D. F. Weinland, an den eine Abbildung am Höhleneingang erinnert, wird die Falkensteiner Höhle unter dem fiktiven Namen Huhkahöhle als Wohnstatt eines Steinzeit-Stammes beschrieben.
- Im Kriminalroman Brennende Kälte von Wolfgang Schorlau kommt der Privatermittler Georg Dengler nur knapp mit dem Leben davon, als das Wasser in der Höhle unvermutet ansteigt.